# Lâu đài Nowy Wiśnicz

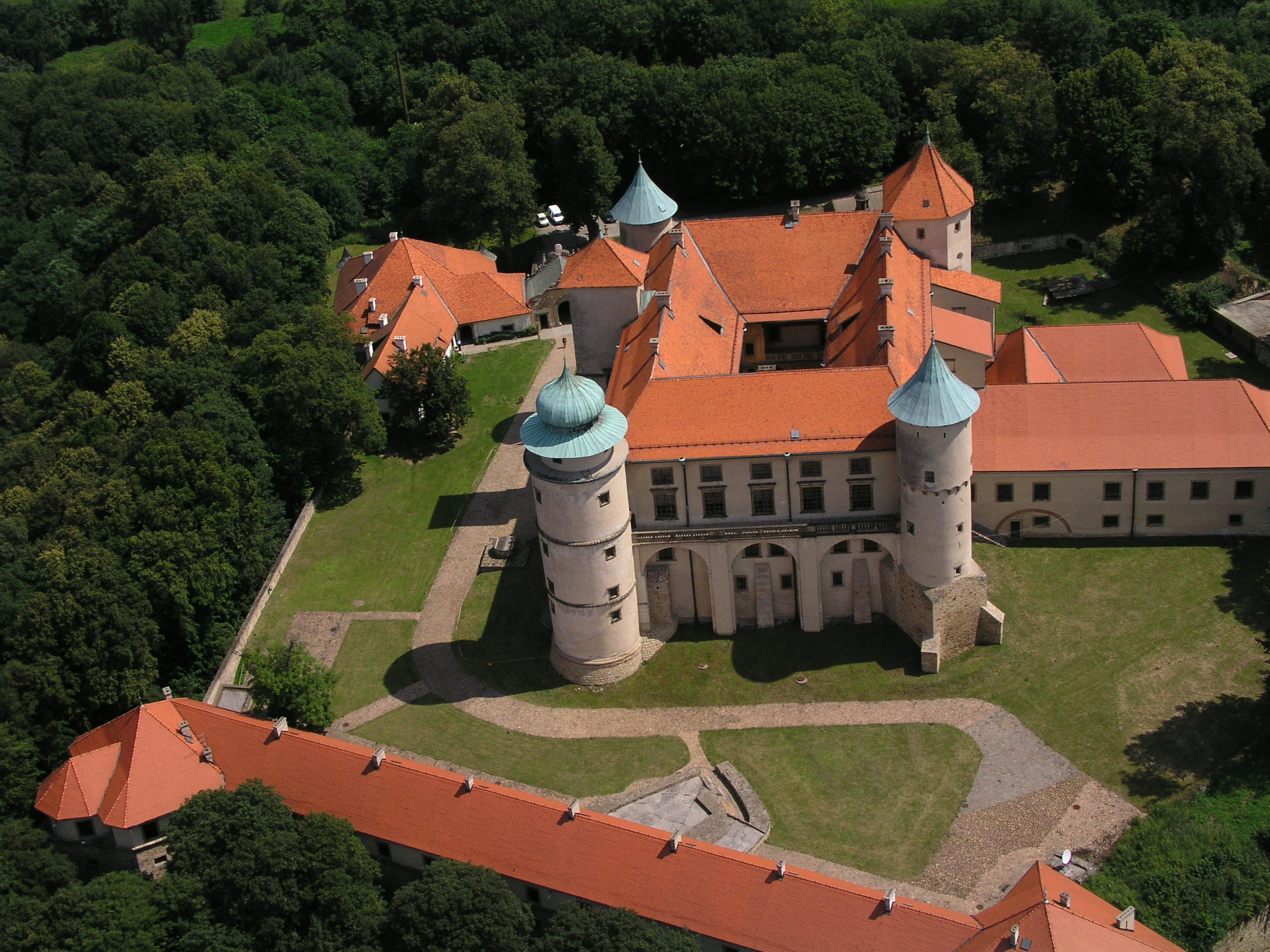
Nhìn từ trên không

Lâu đài Nowy Wiśnicz - một lâu đài nằm trên một ngọn đồi có rừng bên sông Leksandrówka ở làng Stary Wiśnicz, Voerodeship của Ba Lan; ở Ba Lan. Lâu đài được Jan Kmita quản lý trong nửa sau của thế kỷ mười bốn. Lâu đài được xây dựng theo phong cách kiến trúc Baroque với các yếu tố Phục hưng. Lâu đài được xây dựng theo kế hoạch là một hình tứ giác với sân trong. Lâu đài có bốn tòa tháp, với một tòa ở mỗi góc. Lâu đài được bao quanh bởi các pháo đài và cổng chính từ đầu thế kỷ 17.

## Lịch sử
Lâu đài có hình dạng bất thường. Vào những năm 1590 và 1610, nó có cấu trúc bốn cánh, ba tòa tháp và công sự bao quanh lâu đài với hai cổng. Sau năm 1516, Piotr Kmita mở rộng lâu đài. Sau khi ông qua đời năm 1553, lâu đài đã trở thành quyền sở hữu của Barzów vào năm 1566, nơi đã nhượng lại quyền sở hữu của lâu đài cho Stadnickis. Năm 1593, Sebastian Lubomirski đã mua lại lâu đài. Trong khoảng thời gian từ năm 1615 đến 1621, con trai của Sebastian Lubomirski, Stanisław Lubomirski, đảm nhận việc mở rộng lâu đài. Các kiến trúc sư Maciej Trapola đã vẽ lên những dự án tái thiết theo kiến trúc Baroque và pháo đài công sự. Trong thời kỳ Deluge, người Thụy Điển cướp phá lâu đài và phá hủy lâu đài. Sau khi Thụy Điển bị đánh bại bởi Khối thịnh vượng chung Ba Lan-Litva, lâu đài đã nằm dưới sự quản lý của Lubomirskich, nơi thực hiện các công việc phục hồi chưa hoàn thành.
Sau nửa đầu thế kỷ thứ mười tám, lâu đài trở thành tài sản của gia đình hoàng tử Sanguszko, sau này là gia đình Potocki và Nhà Zamoyski. Sau đợt Phân vùng lần thứ ba của Ba Lan, lâu đài bắt đầu sụp đổ, và vào năm 1831, lâu đài đã bị phá hủy bởi một đám cháy và bị bỏ hoang. Vào năm 1901, lâu đài được mua lại bởi Giáo sư Maurycy Giorgzewski của Liên đoàn tổ tiên Lubomirski (Zjednoczenie Rodowe Lubomirskich), ông đã bắt đầu cải tạo lâu đài. Từ năm 1928, Adolf Szyszko-Bohusz giám sát việc cải tạo, tuy nhiên việc cải tạo tiếp tục bị dừng lại do sự bùng nổ của Thế chiến II. Sau Thế chiến II, lâu đài đã bị nhà nước chiếm giữ, và từ năm 1949, việc cải tạo được tiến hành bởi Alfred Majewski, nhằm khôi phục lại lâu đài theo cấu trúc cũ. Lịch sử của lâu đài được ghi nhận lại bởi nhiều truyền thuyết (truyền thuyết về Nữ hoàng Bona, truyền thuyết về "những người bay", truyền thuyết về "nấm"). Nhiều nghệ sĩ nổi tiếng (Marcin Bielski, Klemens Janicki, Juliusz Kossak, Jan Matejko, Stanisław Or817owski, Stanisław Wyspiański) đã đến thăm lâu đài trong nhiều thế kỷ qua.